# Jean Baptiste Ferat
Jean Baptiste Pierre François Ferat (fl. XVIII-XIX secolo) è stato un artigiano francese del XVIII-XIX secolo.

## Biografia
Costruttore francese di strumenti di misura, quali bussole particolari, campioni di unità di misura e "ed altri strumenti per ingegneri e scuole pubbliche", attivo fine secolo XVIII con un laboratorio nel chiostro di Notre Dame 
Nell'aprile 1782 costruì i primi goniometri d'applicazione militare .
Costruì all'epoca una copia in bronzo del primo campione provvisorio del metro, conservata negli Archives nationales parigini 
Dettagli sulla sua attività risultano anche da due lettere che Francesco Favi scrisse da Parigi al Soprintendente del Reale Museo di Fisica e Storia Naturale di Firenze, Giovanni Fabbroni, il quale gli aveva commissionato l'acquisto di un metro campione. L'esemplare in questione, costruito a Parigi nel 1798 e firmato da Ferat, è esposto presso il Museo Galileo di Firenze.